# Castillo de la Peña del Moro

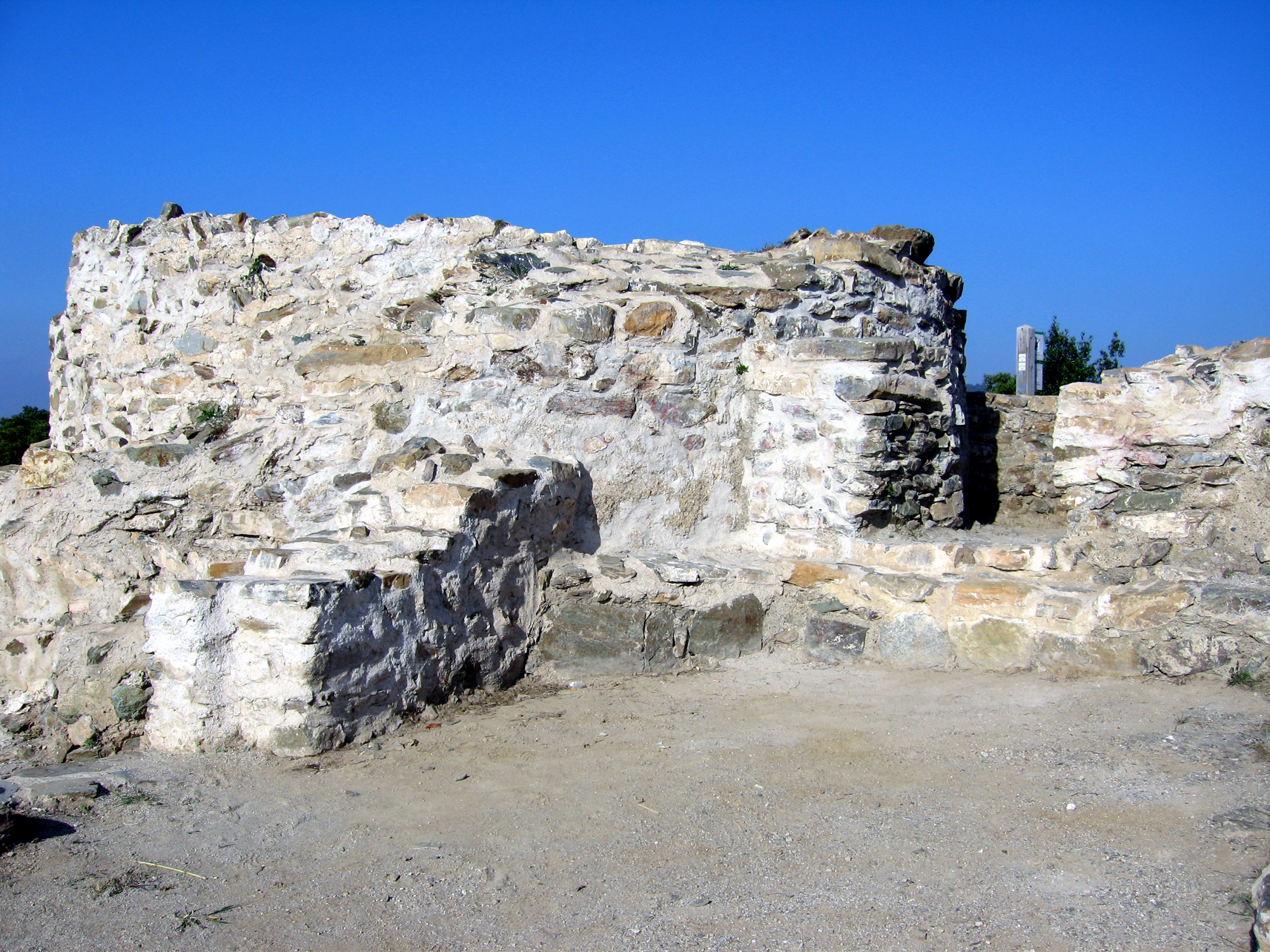
Murallas de la fortificación medieval.

El castillo de la Peña del Moro es una fortificación medieval asentada en la peña del mismo nombre, situada en San Justo Desvern, Cataluña, España.
Construido sobre las ruinas de una anterior torre ibérica en la zona más alta del cerro, tiene una forma circular con un diámetro de 3,9 m y muros con un espesor de 1 m, que más tarde fueron reforzados con otro cuerpo interno. Parece formar parte de una red de torres de vigilancia y defensa construidas para controlar el río Llobregat —uno de los más importantes del área– y el camino que discurría por su valle.
Aunque al principio se hablaba de una torre única, las excavaciones arqueológicas llevadas a cabo el año 2002 revelaron una estructura más amplia con 3 espacios adicionales rodeados por una muralla, recalificando el yacimiento como castillo.
Sobre el origen de la fortificación y el topónimo  «Torre del Moro» no hay datos definitivos. La teoría es que se trata de una fortificación del siglo X, cuando el río Llobregat era la frontera entre la Marca Hispánica y las tierras bajo control musulmán. La primera documentación de la torre data del siglo XIV cuando el lugar todavía se denominaba Puig Castellar.
Al parecer, los restos del castillo fueron dinamitados en el siglo XVIII, sin que se conozcan las razones para esta destrucción.
El castillo de la peña del Moro junto al yacimiento del poblado íbero situado en el mismo cerro están bajo la protección de la Ley 16/1985 sobre el Patrimonio histórico español y la Declaración genérica del Decreto del 22 de abril de 1949.
Para proteger las estructuras descubiertas por las excavaciones efectuadas, se taparon de nuevo con tierra una vez analizadas y documentadas. Solo el basamento de la torre —restaurado en el año 2002— es visible.